# Eubonellia noratlanticum
Eubonellia noratlanticum is een lepelworm uit de familie Bonelliidae.
De wetenschappelijke naam van de soort werd in 1981 door Datta-Gupta gepubliceerd.